# عقيل الطريحي
عقيل الطريحي (مواليد كربلاء عام 1964) سياسي عراقي، وكان يشغل منصب محافظ كربلاء

## سيرته
اسمه الكامل هو عقيل عمران محمد سعيد الطريحي ینحدر من أسرة علمیة متواضعة نجفیة الاصل، ترعرع في كربلاء ودرس في مدارسھا. ودرس القانون في جامعة بغداد وتخرج عام 1987. واشترك الطریحي بشكل فاعل في أحداث الانتفاضة الشعبیة في ربیع العام 1991 ،لاسیما في معارك كربلاء حین تدخل الحرس الجمھوري لقمع الجماھیر المنتفضة. عمل في المھجر في مجال الاعلام.
شغل منصب محافظ كربلاء من عام 2014-2019

## وصلات خارجية
- لقاء مع عقيل الطريحي على قناة الرشيد الفضائية